# خوبینگا (شهرستان لوبین)
خوبینگا (به لهستانی:  Chobienia) یک روستا در لهستان است که در گمینا رودنا واقع شده‌است. خوبینگا ۶۵۰ نفر جمعیت دارد.